# Glendale, California
Glendale este un oraș din comitatul Los Angeles, statul  California,  Statele Unite ale Americii.

## Istoric
1877

## Personalități născute aici
- Frank Marshall (n. 1946), producător de film, regizor;
- Michael Shermer (n. 1954), scriitor de popularizare a științei;
- Kimberly Beck (n. 1956), actriță;
- Mark Allen (n. 1958), atlet;
- Claudia Christian (n. 1965), actriță, cântăreață;
- Allisyn Ashley Arm (n. 1996), actriță.